# Mercedes-Benz W116
Mercedes-Benz W116 — флагманська модель Mercedes-Benz, що вироблялася з вересня 1972 по 1980. Автомобілі W116 були першими моделями Mercedes-Benz, які офіційно називалися S-класом, хоча й більш ранні моделі седан вже неофіційно писалися з літерою 'S' — Sonderklasse або Спеціальний (Special) клас.

## Історія

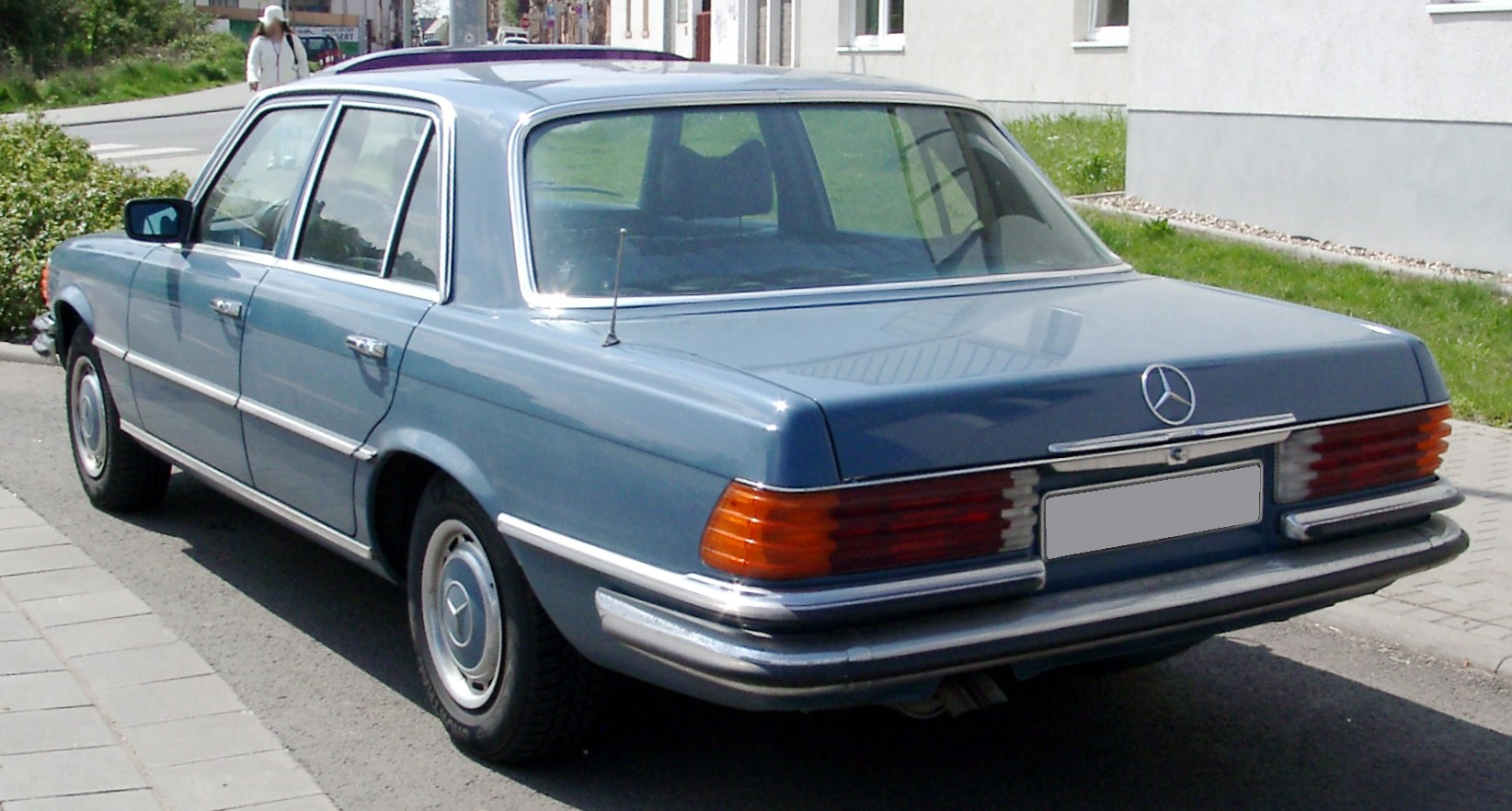
Mercedes-Benz W116

Розробка нового покоління S-класу почалася в 1966 році, всього лише через рік після запуску W108/09. Це була перша модель Mercedes, що показала новий корпоративний стиль, який використовувався до 1993 року, коли виробництво 190 моделі було припинено. Дизайн зробив величезний крок вперед, з більш мужніми лініями, які об'єднані, щоб створити елегантний і спортивний характер. Основна концепція дизайну була фактично взята від родстера SL-класу R107, особливо передні і задні фари.
Найбільш помітною моделлю серії W116 був потужний, випущений обмеженим виробництвом 450 SEL 6,9, який був першим серійним автомобілем, що використав електронну 4-х колісну багатоканальну антиблокувальна гальмівна система (ABS), як опцію, з 1978 року. Ця модель могла також похвалитися найбільшим двигуном, з встановлених Mercedes-Benz з повоєнних років до того часу, а також гідропневматичною підвіскою.
Седан 300SD (поставлявся тільки в США і Канаду) поставлявся з дизельним п'ятициліндровим турбонаддувним двигуном об'ємом 3,0 л. Був розроблений з рекордним для того часу експериментальним автомобілем С111.
Модель 450SEL була нагороджена нагородою Європейський автомобіль року в 1974 році.
Виробництво склало 473035 одиниць. Модель W116 змінив W126 в 1979 році. W116 продавався по всій Європі, Північній і Південній Америці, Азії, Близького Сходу, Африці та Австралії.

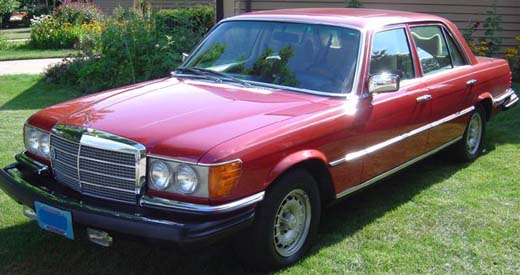
Американська версія 450SEL відрізнялася від європейських накладками на фари, завдяки яким вони здавалися злегка втопленими, і випирають бамперами

## Моделі
У 1975 році W116 був оновлений з новою системою уприскування палива, яка дотримувалася переглянутих норм викидів вихлопних газів на європейських ринках. Правда відбулося зниження потужності в результаті цього поновлення. У 1978 році серія модернізованих двигунів відновила оригінальні рівні продуктивності з новими системами уприскування палива.
| Код моделі | Роки виробництва | Модель           | Двигун                                                      | Кількість вироблених |
| ---------- | ---------------- | ---------------- | ----------------------------------------------------------- | -------------------- |
| W116.020   | 1973-1980        | 280 S седан      | 2.8 L M110 I6 160 к.с.                                      | 122,848              |
| W116.024   | 1973-1980        | 280 SE седан     | 2.8 L M110 I6 185 к.с.                                      | 150,593              |
| W116.025   | 1974-1980        | 280 SEL седан    | 2.8 L M110 I6 185 к.с.                                      | 7,032                |
| W116.028   | 1973-1980        | 350 SE седан     | 3.5 L M116 V8 200 к.с.                                      | 51,100               |
| W116.029   | 1973-1980        | 350 SEL седан    | 3.5 L M116 V8 200 к.с.                                      | 4,266                |
| W116.032   | 1973-1980        | 450 SE седан     | 4.5 L M117 V8 225 к.с.                                      | 41,604               |
| W116.033   | 1973-1980        | 450 SEL седан    | 4.5 L M117 V8 225 к.с.                                      | 59,578               |
| W116.036   | 1975-1980        | 450SEL 6.9 седан | 6.9 L M100 V8 286 к.с.                                      | 7,380                |
| W116.120   | 1978-1980        | 300 SD седан     | 3.0 L OM617 I5 турбодизель 115 к.с. (Тільки в США і Канаді) | 28,634               |

## Особливості

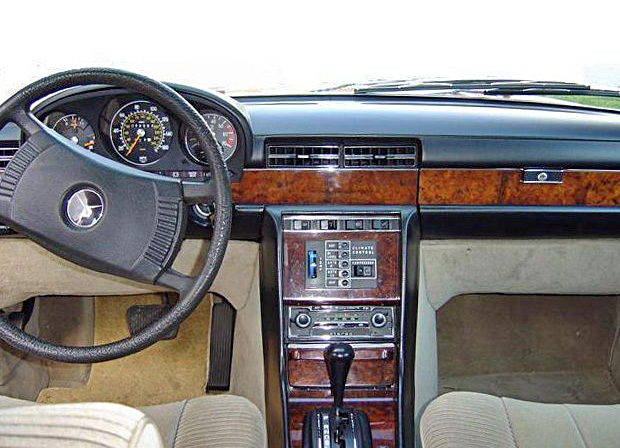
Інтер'єр моделі W116 6.9

W116 S-Class включав широкий спектр Mercedes-Benz в інноваціях безпеки.
- Антиблокувальна система гальм вперше була показана на W116 S-Class. Ця система запобігає блокування коліс при гальмуванні. Система покращує рульове управління під час різкого гальмування і скорочує шлях гальмівної дистанції.
- Посилена конструкція кузова. У W116 була більш ґрунтовна клітина безпеки пасажирського салону із закритою рамною конструкцією даху. Висока міцність даху і дверних стовпів, поряд з іншими посиленими зонами, розширювало захист водія і пасажирів транспортного засобу.
- Податлива приладова панель, деформуються перемикачі, ручки управління і рульове колесо із зоною поглинання удару, спрямованих на зниження травм пасажирів при зіткненнях.
- Паливний бак уже не був встановлений в задній частині, але тепер розташований над задньою віссю автомобіля для додаткового захисту.

## Виробництво
| Модель      | 1972   | 1973   | 1974   | 1975   | 1976   | 1977   | 1978   | 1979   | 1980   | Всього  |
| ----------- | ------ | ------ | ------ | ------ | ------ | ------ | ------ | ------ | ------ | ------- |
| 280 S       | 3.787  | 15.340 | 20.808 | 21.996 | 18.031 | 17.080 | 15.307 | 9.208  | 1.291  | 122.848 |
| 280 SE      | 3.735  | 18.266 | 18.634 | 17.376 | 17.968 | 26.903 | 23.571 | 22.568 | 1.572  | 150.593 |
| 280 SEL     |        | 1      | 535    | 716    | 1.042  | 1.295  | 1.622  | 1.551  | 270    | 7.032   |
| 350 SE      | 4.353  | 14.340 | 7.226  | 5.447  | 4.734  | 5.723  | 4.964  | 4.099  | 214    | 51.100  |
| 350 SEL     |        | 58     | 529    | 552    | 718    | 807    | 911    | 653    | 38     | 4.266   |
| 450 SE      | 52     | 13.400 | 7.579  | 4.672  | 5.188  | 4.223  | 3.570  | 2.746  | 174    | 41.604  |
| 450 SEL     | 24     | 6.930  | 8.350  | 6.167  | 9.650  | 10.042 | 8.508  | 8.217  | 1.690  | 59.578  |
| 450 SEL 6.9 |        |        |        | 474    | 1.475  | 1.798  | 1.665  | 1.839  | 129    | 7.380   |
| 300 SD      |        |        |        |        |        | 51     | 5.970  | 13.194 | 9.419  | 28.634  |
| Всього      | Всього | Всього | Всього | Всього | Всього | Всього | Всього | Всього | Всього | 473.035 |